# Luc Cherki
Pour les articles homonymes, voir Cherki.
Luc Cherki, né le 8 août 1933 à Alger en Algérie et mort le 4 mai 2021 à Puteaux, est un chanteur et compositeur juif d'Algérie de musique judéo-arabo-andalouse. C'est l'un des personnages du documentaire El Gusto de Safinez Bousbia.

## Biographie
À 12 ans, Luc commence des études au conservatoire d'Alger. Il y apprend le violon et  la guitare. À l'époque, les orchestres arabo-andalous mélangent alors encore indifféremment artistes juifs et musulmans. Il devient compositeur et interprète de musique judéo-arabo-andalouse, une musique métissée, dont l'existence à Alger est antérieure à la colonisation française et qui a donné le Chaâbi algérien. Omar M'Rizek devient son imprésario. Cherki bénéficie aussi l'influence de Lili Labassi, père de Robert Castel, ainsi que de  Lili Boniche.
Il se fait un nom localement avant de monter à Paris, chez Barclay et d'y réussir avec la chanson Le Mariage, vendue à plus de 50 000 exemplaires. Il fait ses adieux à la scène à la fin des années 80, à l'Olympia. Puis fait un bref retour sur scène dans les années 1990, à la demande de l'Institut du monde arabe puis en clin d’œil à son public. Il participe également au  documentaire El Gusto de Safinez Bousbia et aux concerts organisés à la sortie de ce documentaire, à Marseille en 2007, puis à Paris-Bercy, et au Grand Rex, avec notamment Robert Castel.